# Livio Jean-Charles
Livio Jean-Charles est un joueur français de basket-ball né le 8 novembre 1993 à Cayenne en Guyane. Il mesure 2,05 m et évolue aux postes d'ailier et d'ailier fort.

## Biographie

### Centre fédéral
Livio Jean-Charles est formé au Pôle Espoir Basket Guyane puis au Centre fédéral de basket-ball (INSEP) à Paris.
À l'été 2009, il participe au Championnat d'Europe des 16 ans et moins à Kaunas avec l'équipe de France. La France, invaincue à l'issue des matches de poule, est défaite par la Lituanie et finit à la 7e position. En moyenne lors de la compétition, Jean-Charles marque 12,1 points et prend 5,1 rebonds. Il est aussi le 2e joueur le plus adroit avec 61,1 % au tir.
En mai 2010, le Centre fédéral participe au Nike International Junior Tournament à Paris. Jean-Charles est élu MVP de la compétition.
À l'été 2010, il participe au Championnat d'Europe des 18 ans et moins à Vilnius. La France termine à la 7e position et Jean-Charles réalise des statistiques très discrètes (en moyenne 4 points et 2,9 rebonds pour 13,8 minutes de jeu).

### ASVEL Lyon-Villeurbanne
Il signe son premier contrat professionnel en juin 2011 et rejoint l'ASVEL, en Pro A.
En juillet 2011, il fait partie de l'équipe de France qui joue le Championnat d'Europe des 18 ans et moins à Wroclaw. La France finit encore 7e, et Jean-Charles tourne en moyenne à 11,2 points et 5,6 rebonds.
Lors de la saison 2011-2012, il joue à la fois en Pro A et dans le championnat Espoir. En mai 2012, il est 3e du trophée de meilleur joueur du championnat espoir, derrière Axel Julien et Kevin Thalien. 
En décembre 2012, il s'impose dans le cinq majeur de l'ASVEL et joue plus de 20 minutes en moyenne par rencontre.
En mars 2013, il prolonge son contrat avec l'ASVEL jusqu'à la fin de la saison 2015-2016. 
Le même mois, il est sélectionné pour participer au Nike Hoop Summit, une rencontre entre les meilleurs jeunes joueurs du monde qui a lieu le 20 avril à Portland,. Lors de ce match, remporté par la sélection mondiale 112-98, il est titulaire et termine meilleur marqueur avec 27 points et meilleur rebondeur avec 13 rebonds.

### Draft NBA et expérience en D-League
En mai 2013, il est élu meilleur jeune de Pro A, devançant Hugo Invernizzi et Clint Ndumba-Capela. Peu après, il est choisi par les Spurs de San Antonio en vingt-huitième position de la draft. Sélectionné par Vincent Collet en tant que remplaçant pour l'équipe de France, il dispute le championnat d'Europe des vingt ans et moins, compétition où il se blesse lors du premier tour contre la République tchèque. Alors meilleur joueur de l'équipe, avec 17,3 points à 62,2 %, 6,3 rebonds, 3,5 balles perdues et 4,5 fautes provoquées en 31 minutes, il doit finalement déclarer forfait pour le reste de la compétition. En août, il est opéré d'une rupture des ligaments croisés du genou droit.
Après une saison blanche en 2013-2014, il réintègre la Pro A avec l'ASVEL la saison suivante et participe aux playoffs 2015.
En juillet 2015, il participe avec l'équipe des Spurs de San Antonio aux NBA Summer League 2015 de Salt Lake City et de Las Vegas.
En juin 2016, Jean-Charles remporte le championnat de France avec l'ASVEL.
À l'intersaison 2016, il participe au camp d'entraînement des Spurs de San Antonio mais n'est pas conservé par les Spurs pour la saison NBA. Il signe donc avec les Spurs d'Austin en NBA D-League, l'équipe affiliée aux Spurs de San Antonio. Il retrouve l'ASVEL en fin de saison et participe aux playoffs du championnat de France avec le club rhodanien. Il fait de nouveau partie de l'effectif des Spurs d'Austin pour la saison 2017-2018.

### Retour en Europe
En mars 2018, Livio signe un contrat de deux mois avec l'Unicaja Málaga pour pallier l'absence sur blessure du pivot Giorgi Shermadini. À son issue, ce contrat n'est pas prolongé.
Le 5 juillet 2018, Livio Jean-Charles signe un contrat de trois ans avec l'ASVEL
.
Le 30 juin 2020, il active sa clause de sortie et rejoint l'Olympiakós pour les deux saisons à venir.
En juillet 2022, Jean-Charles s'engage avec le CSKA Moscou. Le contrat court sur une saison avec une saison additionnelle en option. Ce choix est intrigant car le CSKA, comme les autres clubs russes, sont exclus des coupes d'Europe en raison de l'invasion de l'Ukraine par la Russie en 2022.

## Clubs successifs
- 2011-2016 :  ASVEL Lyon-Villeurbanne (Pro A)
- 2016-2017 :  Spurs d'Austin (D-League)
- 2017 :  ASVEL Lyon-Villeurbanne (Pro A)
- 2017-2018 :  Spurs d'Austin (G-League)
- 2018 :  Unicaja Málaga (Liga ACB)
- 2018-2020 :  ASVEL Lyon-Villeurbanne (Pro A)
- 2020-2022 :  Olympiakós
- depuis 2022 :  CSKA Moscou

## Palmarès
- Champion de France 2015-2016 et 2018-2019
- Vainqueur de la coupe de France 2019
- Vainqueur de la coupe de Grèce 2022
- champion Grèce 2021-2022